# The Diane Linkletter Story
Pour plus de détails, voir Fiche technique et Distribution.
The Diane Linkletter Story (filmé le 5 octobre 1969) est un court-métrage américain de 9 minutes tourné en 16mm, et réalisé par John Waters avec Divine, Mary Vivian Pearce et David Lochary.

## Synopsis
M. et Mme Linkletter s'inquiètent du récent comportement de leur fille (la prise de drogues et sa rencontre avec Jim). Finalement, les parents font face à Diane, qui se suicidera sous l'influence du LSD.

## Autour du film
Ce film improvisé est basé sur le suicide de Diane Linkletter (en), fille d'Art Linkletter, une personnalité de la télé américaine, survenu le 4 octobre 1969. 
John Waters annonça que ce film était "accidentel", lui et ses amis improvisant une histoire pendant qu'ils testaient une nouvelle caméra synchronisant le son (qu'il utilisera sur Multiple Maniacs).
Ce film n'a jamais été projeté ni commercialisé, mais a été montré en 1990 dans une vidéo intitulée A Divine Double Feature.

## Distribution
- Divine : Diane Linkletter
- David Lochary : Art Linkletter
- Mary Vivian Pearce : Mme Linkletter